# The Royal Scotsman

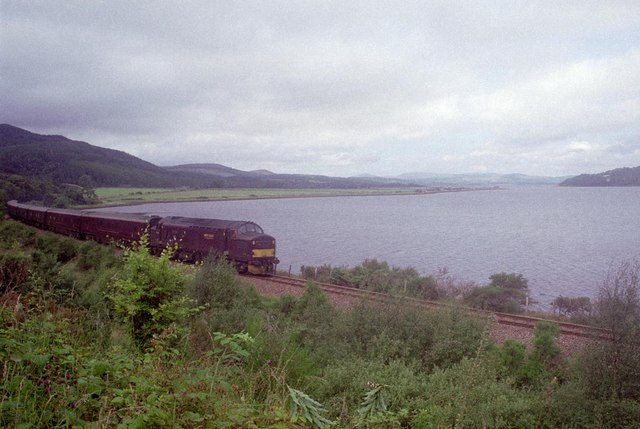
The Royal Scotsman onderweg bij de Kyle of Sutherland

The Royal Scotsman is een exclusieve toeristische trein in Schotland. 
The Royal Scotsman rijdt sinds 1985 en is samengesteld uit historische rijtuigen uit de jaren ’30. De trein kan maximaal 36 passagiers herbergen. De trein, uitgerust met slaapcompartimenten, rijdt niet 's nachts. The Royal Scotsman heeft 9 rijtuigen. Daarbij zijn luxe slaaprijtuigen met ruime een- en tweepersoons privécompartimenten, twee restauratierijtuigen en een salon-barrijtuig. Het interieur van de rijtuigen van The Royal Scotsman is uitgerust met kostbare houtsoorten, geslepen glas en op de tafels in het restauratierijtuig is damast aangebracht.
The Royal Scotsman rijdt vijf verschillende routes, uiteenlopend van 2 tot 8 dagen. De reizen vertrekken en arriveren in Edinburgh en lopen langs de kustlijnen van Schotland, door de Schotse Hooglanden en langs de welbekende Schotse meren. Op stopplaatsen langs de lijn is bezoek mogelijk aan natuurgebieden, kerken, tuinen, en kastelen. 

## De routes
- Classic Tour  - The Royal Scotsman rijdt door landschap van de Highlands en langs bekende kastelen. De trein vertrekt vanuit Edinburgh richting Keith en via Kyle of Lochalsh naar Perth. De reis eindigt in Edinburgh. Deze reis duurt 5 dagen en 4 nachten.

- Western Tour - Vanuit Edinburgh gaat de reis naar het westen van Schotland. De trein rijdt naar Loch Lomond, Fort William en Spean Bridge. Via Wemyss Bay gaat de trein terug naar Edinburgh. Deze reis duurt 4 dagen en 3 nachten.

- Highland Tour  - De Highland tour is een bekende route van de Royal Scotsman. Tijdens deze 3-daagse reis gaat The Royal Scotsman naar de Schotse Hooglanden. De reis gaat van Edinburgh via de kust naar Dundee, Montrose en Aberdeen richting Inverness en Dunkeld en dan weer retour naar Edinburgh.

- Grand West Highland Tour  - Grand West Highland Tour is een combinatie van de Western Tour en de Highland Tour en duurt 6 dagen en 5 nachten.

- Grand North Western Tour  - De 8 dagen durende Grand North Western Tour is een combinatie van de Classic Tour en de Western Tour.